# Bodskär, Björneborg
Bodskär, finska: Aittaluoto, är en stadsdel i Björneborg i Finland. Den utgör den östra delen av stadens centrum och ligger på södra stranden av Kumo älv. Det är ett gammalt industriområde med tillhörande höghus, som ursprungligen hörde till Rosenlew-koncernen.
Här finns till exempel Porin kartonkitehdas (Björneborgs kartong), som ägs av Corenson, Seikku såg och  Pori Energias värmekraftverk. Intill porten till industriområdet finns Rosenlews museum. 
Ännu för hundra år sedan bestod området av små holmar och skär i Kumo älv. De skildes från fastlandet av Varvsådran och av Herreviken. År 1781 byggdes en bro till Bodskär över de smala vattendragen.